# Faculdade de Formação de Professores de Nazaré da Mata
A Faculdade de Formação de Professores de Nazaré da Mata (FFPNM) da Universidade de Pernambuco (UPE), fundada em 1966, é uma instituição de ensino superior brasileira, da cidade de Nazaré da Mata, estado de Pernambuco.

## História
Criada em 1966, A FFPNM se incorporou à antiga FESP - Fundação de Ensino Superior de Pernambuco na década de 1970, com o objetivo de implantar os cursos de licenciatura nessa instituição. A FFPNM foi unidade da Fundação do Ensino Superior (FESP) até 1991, quando a Portaria Ministerial nº 964 de 12 de junho, publicada no Diário Oficial da União no dia 13/06/91, reconheceu a FESP e, em conseqüência, os cursos ministrados por suas Unidades de Ensino, como Universidade de Pernambuco (UPE).
Atualmente, na FFPNM são oferecidos os Cursos de Licenciatura Plena em: História; Geografia; Pedagogia, Letras, habilitação em Português/Inglês; Ciências Biológicas e Matemática. O curso de Letras, a partir de 1983 deixou de oferecer a habilitação em Português/Francês, devido à falta de alunos procurando por essa modalidade na época. Atualmente tem sido solicitada, por parte do corpo discente, a habilitação Português/Espanhol, mas há uma dificuldade na procura de professores capacitados na região.
Além dos cursos regulares acima, a partir 2000 a FFPNM iniciou o Programa Especial de Licenciatura Plena em Pedagogia – PROGRAPE, com área de aprofundamento em Educação Infantil e Ensino Fundamental – 1ª a 4ª séries. Este programa é fundamentado na Lei 9.394/96 Lei de Diretrizes e Bases da Educação Nacional/LDB que visa a atender as exigências de que todos os profissionais, atuantes da Educação, tenham formação completa em nível superior. O programa foi criado pela Resolução CONSUN nº 21/99, de 26 de outubro de 1999 e tem dinamizado a região porque tanto seu corpo discente como docente são professores das municipalidades, da rede estadual e universidades.
Em 21 de fevereiro de 1995 foi criada a Escola de Aplicação. Pelo seu regimento, ela integra a estrutura organizacional da FFPNM, em nível administrativo-financeiro, coordenação, direção e docência. Quando da criação, entre as suas metas estavam principalmente o estágio das licenciaturas oferecidas na FFPNM, o que acontece até hoje. 

## Cursos
Os seguintes cursos são oferecidos na FFPNM atualmente: 
- Ciências Biológicas
- Geografia
- História
- Letras (Português e Inglês e suas literaturas)
- Matemática
- Pedagogia
- Gestão em Logística

## Diretório acadêmico
O Diretório Acadêmico Gregório Bezerra é a entidade de representação estudantil que abrange os seis cursos da Faculdade de Formação de Professores de Nazaré da Mata - UPE: história, geografia, letras, pedagogia, biologia e matemática, com sede fixa na própria faculdade.
Ex-presidentes
- atual: Gilberto Junior "Doug"
- 2009: Breno Michel
- 2008: José Bartolomeu
- 2007: Tereza Helena
- 2006: André Maranhão
- 2005: Fernando
- 2004: Fabio Emmanuel